# Kaffabrilvogel
De kaffabrilvogel (Zosterops kaffensis) is een vogel uit de familie Zosteropidae (brilvogels). Eerder werd deze vogel beschouwd als een ondersoort van Heuglins brilvogel (Z. poliogastrus).

## Verspreiding en leefgebied
Deze soort komt voor in Ethiopië en Kenia. Zijn natuurlijke leefgebied is vochtig hellingbos, maar hij komt ook voor op plantages en soms zelfs in tuinen. Er zijn twee ondersoorten:
- Z. k. kaffensis: westelijk en zuidwestelijk Ethiopië.
- Z. p. kulalensis: Mount Kulal in Kenia.

## Status
De grootte van de populatie is niet gekwantificeerd maar de soort wordt omschreven als plaatselijk zeer algemeen. Op de Rode lijst van de IUCN heeft deze soort de status niet bedreigd.